# El tirachinas
El tirachinas fue un programa deportivo radiofónico español, dedicado en su mayoría al fútbol, que se emitía en COPE todos los días, a partir de la medianoche. Su director y presentador principal era José Antonio Abellán. El programa era presentado los viernes y sábados por Juanma Rodríguez.
El programa comenzó sus emisiones en 2000 enfocado al público que dejó Supergarcía tras marchar a Onda Cero, y desde entonces hasta su desaparición era el segundo en audiencia en su franja horaria. Recibió la Antena de Oro de radio del año 2002.

## Historia
En 2000, la dirección de la Cadena COPE encargó a José Antonio Abellán, por entonces director de La Jungla de Cadena 100, la creación de un programa de radio deportivo en la medianoche, que tras la marcha de José María García a Onda Cero pudiera competir frente al entonces líder de esa franja horaria, El larguero de José Ramón de la Morena. El espacio comenzó sus emisiones el 1 de septiembre de 2000.
Trató de cambiar el estilo de radio deportiva de José María García dando cabida al humor y el desenfado; así, su director, José Antonio Abellán, bautizó al espacio con el título de El tirachinas debido a una frase recurrente del propio García, antecesor suyo y que había cambiado de aires porque ellos tenían un transatlántico (refiriéndose al Grupo Prisa) y nosotros íbamos con un tirachinas.
El espacio fue, a lo largo de sus diez años de existencia, segundo en su horario según el EGM de audiencia nocturna, siempre detrás de El larguero de la Cadena SER. Abellán llegó a reunir en las madrugadas de la COPE a cerca de medio millón de oyentes entre 2000 y 2010, distanciándose así de la programación de Onda Cero, tercera en audiencia: Supergarcía, primero, y Al primer toque después.
La sintonía con la que todos los días comenzaba el programa era el Concierto de Aranjuez de Joaquín Rodrigo, versionado en 1979 por el trompetista estadounidense Herb Alpert.
José Antonio Abellán dirigía el programa de lunes a viernes, desde la medianoche hasta la una y media de la madrugada; los sábados, de once y media de la noche a una de la madrugada, hicieron sustituciones presentadores como Luis Munilla, Juanma Rodríguez o Melchor Ruiz. También se emitía por las frecuencias locales de Rock & Gol.
En verano de 2010 y tras sucesivas polémicas sobre la marcha de Abellán de la emisora, la emisora renueva el espacio para tres temporadas más. Sin embargo, la salida al panorama comercial radiofónico del grueso del equipo de deportes de la Cadena SER trastoca los planes y el equipo de Abellán es defenestrado, siendo desalojados muchos de sus miembros en favor del grupo capitaneado por Paco González.
El 27 de agosto de 2010, Melchor Ruiz echa el cierre al telón radiofónico de El tirachinas diez años después de su nacimiento.

Es el número 3.446, y no va a haber más [...]. Así pues, este tirachinas, que ha estado acompañándote durante los últimos diez años, noche tras noche, no volverá a sonar más porque hoy, 26 de agosto de 2010, lo cerramos definitivamente. Había pensado en alguna música especial para cerrarlo; he decidido que la mejor música posible era la propia sintonía de este tirachinas, que ha estado en antena durante los últimos diez años y que hoy lo hace por última vez.

Aquí suena, por última vez, la sintonía de El tirachinas.

Al día siguiente, 28 de agosto, comenzaron las emisiones de El Partido de las 12, espacio sucesor de El tirachinas en la programación de la Cadena COPE que dirige y presenta Joseba Larrañaga.

## El equipo
El equipo de El tirachinas estuvo formado por los siguientes periodistas:
- José Antonio Abellán, director y presentador.
- Carles Fité, subdirector.
- Antonio Mora, Técnico de sonido
- Luis Munilla, redactor. Presentaba el programa deportivo de Rock & Gol.
- Miguel Ángel Muñoz, redactor jefe. Era el responsable del seguimiento del Real Madrid
- Juanma Rodríguez, redactor jefe. En la penúltima temporada, presentó la edición del viernes; asimismo, dirigió Los deportes a La Palestra en Madrid, siendo muy polémicos sus comentarios en este programa.
- Javier Pérez Sala, narrador principal de Tiempo de Juego en los partidos del Real Madrid y la Selección Española de Fútbol.
- Ricardo Altable, redactor.
- Álvaro Coutelenq, redactor y especialista en fútbol sala. También fue presentador del programa deportivo de Rock & Gol.
- Pilar Casado, redactora especialista en baloncesto. Proveniente de Cadena 100, la emisora musical del Grupo Cope.
- Luis Malvar, redactor jefe. Encargado de la información del balonmano.
- Isaac Fouto, redactor y antiguo copresentador, junto a Abellán, de Tiempo de Juego.
- Begoña Pérez, corresponsal de la Cadena Cope en Londres.
- Vicente Del Bosque, comentarista y seleccionador nacional.
- Marcos López, analista y experto en fútbol internacional. Autor del blog Futbolitis, así como del libro con el mismo título.
- Juan Fierro, corresponsal en Washington.
- Walter García, comentarista (voz en off). También dirigía La Hora de Walter en COPE Cantabria, el programa más escuchado del panorama radiofónico de la región.
- José Luis Carazo, comentarista.
- Rafael Sánchez, antiguo animador y presentador de Tiempo de Juego.
- Javier Jurado, redactor e inalámbrico del Getafe en Tiempo de Juego.
- Carlos Vanaclocha, productor. Coordinaba a los colaboradores y se encargaba de elaborar la agenda polideportiva del fin de semana para Tiempo de Juego.
- Carlos Sáez, redactor y narrador en Tiempo de Juego.
- Santi Duque, redactor y narrador en Tiempo de Juego.
- Gemma Santos, redactora y encargada del seguimiento del Atlético de Madrid. Presentaba los concursos en Tiempo de Juego, musicales en Rock & Gol y la edición deportiva de La Palestra de los sábados.
- Melchor Ruiz, redactor y especialista en tenis. Presentó la edición del viernes, así como las sustituciones en días laborables. También fue el director del último programa de El tirachinas.
- Bernd Schuster, exfutbolista y entrenador. Comentaba las noches de los martes.
- José Luis Gil, redactor de COPE Barcelona.
- José Miguélez, director deportivo del diario Público.
- Quique Guasch, encargado de la información deportiva del FC Barcelona.
- Kiko Narváez, exfutbolista, analista de los lunes en El tirachinas y en Tiempo de Juego.
- Rafael Martín Vázquez, exfutbolista y comentarista de Tiempo de Juego.
- Manolo Sanchís, exfutbolista y comentarista del Real Madrid en Tiempo de Juego.
- Eduardo Inda, director del diario Marca.
- Tomeu Maura, director deportivo de COPE Mallorca.

Además, y aunque no participaban en voz presente, formaban parte del equipo:
- Rubén Uría, redactor. Encargado de la sección deportiva de COPE en Internet.
- Omar Candelas, redactor encargado del departamento de documentación y el gabinete de prensa. Además hacía el anuario de El tirachinas.
- Fernando Baquero, productor. Dirigía las giras de El tirachinas.
- María Jesús Sánchez, gerente. Coordinaba a todos los viajeros cuando el programa se trasladaba, además de organizar la agenda de José Antonio Abellán.

También formaron parte del equipo, aunque posteriormente salieron de él antes del cierre de las emisiones:
- Alfonso Azuara, periodista.
- Miguel Ángel Rodríguez, periodista y colaborador de Agropopular.
- Luis Fernández, entrenador.
- Tomás Roncero, subdirector del diario AS.
- Valentín Martín, periodista encargado de la producción.
- Eduardo Berraondo, colaborador.
- Alberto Comesaña, colaborador.
- Pizo Gómez, exfutbolista y director deportivo de COPE Navarra.
- Andoni Cedrún, exfutbolista.
- Marcos Alonso, exfutbolista y entrenador.
- Carlos Goñi, cantautor español y vocalista del grupo Revólver.
- Grupo Risa, formado por Óscar Blanco, Fernando Echeverría y David Miner. Eran los encargados de El Radiador, la sección de humor del programa que dirigieron hasta agosto de 2010.
- Luis Guijarro, periodista.
- Elena Meneses, periodista.
- Gaspar Rosety, narrador estrella anterior a la llegada de Javier Pérez Sala.
- Johan Cruyff, exfutbolista.
- Javier Gómez Matallanas, redactor jefe y colaborador de Marca que abandonó el programa para pasar a ser director adjunto de As.
- Edu García, antiguo presentador de Tiempo de Juego que abandonó la cadena para fichar por Radio Marca, donde presenta el espacio Marcador.

## El radiador
El radiador era la sección de humor de El tirachinas, que finalizó el 2 de septiembre de 2009 con el fichaje del equipo del Grupo Risa por esRadio. Esta sección la componían:
- Óscar Blanco, realizador de la parte técnica. Mezclaba, introducía los efectos y los montaba. Era el artífice de las partes más divertidas de la sección.
- David Miner ponía las voces a muchas de las personas imitadas en esta sección: desde deportistas, entrenadores y directivos de clubes hasta colaboradores y presentadores de la COPE. Él fue el imitador de la recordada broma que hizo a Radio Taxi, imitando a Luis Moya, ex copiloto de Carlos Sainz, solicitando un taxi.
- Fernando Echeverría era la otra mitad de las imitaciones de El radiador. Ponía la voz a José María García en la medianoche de COPE.

El radiador se consagró como uno de los programas humorísticos, en cuanto a radio se refiere, con más éxito de España.